# Graciela Olmos
Marina Aedo (Casas Grandes, Chihuahua 10 de diciembre de 1895 - Ciudad de México, 31 de mayo de 1962), conocida como Graciela Olmos, fue una soldadera, compositora, traficante y empresaria mexicana. Su figura es considerada una de las más emblemáticas en la cultura mexicana.
Por su aportación musical, destaca su corrido "El Siete Leguas" o "Siete Leguas", pero también "El corrido de Durango", El corrido "Benjamín Argumedo",  La enramada, Carabela y otras canciones. Además tuvo contacto y amistad con muchas personas prominentes de la política y la cultura en México y Latinoamérica como Agustín Lara, Álvaro Carrillo, José Alfredo Jiménez, Miguel Alemán Valdés, Diego Rivera, Pablo Neruda, Luis Castro "el Soldado", Silverio Pérez, por mencionar algunos.

## Biografía
Graciela Olmos nació como Marina Aedo el 10 de diciembre de 1895 en la Hacienda de San Diego, ubicada en Casas Grandes, Chihuahua, México, creció en un entorno humilde. Durante su infancia, trabajó en una hacienda chihuahuense que fue atacada en los albores de la Revolución Mexicana, quedando huérfana junto con su hermano Benjamín.

### Participación en la Revolución Mexicana
Marina y su hermano se trasladaron a Irapuato, Guanajuato. Mientras Benjamín ingresó al seminario, Marina fue acogida en un convento. Durante la Revolución, las tropas de Pancho Villa llegaron a Irapuato, donde Marina conoció a Jesús Hernández, conocido como "El Bandido", con quien se casó. Sin embargo, Jesús fue asesinado en la batalla de Celaya, y Marina, ahora apodada "La Bandida", se unió al ejército de Pancho Villa como soldadera.
Durante su tiempo con las tropas villistas, Graciela comenzó a componer corridos inspirados en figuras revolucionarias y eventos de la época. Entre sus composiciones destacan «Siete leguas», que narra las acciones militares de Pancho Villa en la toma de Torreón y la batalla de Celaya, y «El corrido de Durango», que relata la leyenda de Villa durante sus años como bandido en ese estado.

### Actividades en el tráfico y vida posterior
Después de enviudar, Graciela se trasladó a la Ciudad de México, donde se dedicó al juego y se vio involucrada en la venta de joyas junto con Juan Mérigo, de la Banda del Automóvil Gris. A finales de 1922, se trasladó a Ciudad Juárez y, tras el asesinato de Francisco Villa en 1923, cruzó a El Paso, Texas. Allí, su vida dio un giro hacia el mundo del contrabando y el tráfico de alcohol, especialmente durante la época de la ley seca en los Estados Unidos. Se incorporó al negocio de la fabricación de whisky en Ciudad Juárez y su venta en Chicago. En este contexto, conoció a Al Capone, quien la invitó a su mansión y le pidió que cantara canciones mexicanas como «Cielito lindo», «La cucaracha» y «La Adelita».

### El burdel y su vida como empresaria
En la década de 1920, se estableció en la Ciudad de México y estableció un negocio de prostitución llamado "Las Mexicanitas", frecuentado por políticos, artistas y celebridades. Al finalizar el sexenio de Lázaro Cárdenas, abrió "La Casa de La Bandida", un lujoso establecimiento en la Colonia Condesa. convirtió en un lugar de encuentro para. Pero, su mayor notoriedad llegó cuando comenzó a involucrarse en la industria de la prostitución. Además de dirigir el negocio, se dedicaba a la educación de "sus niñas", ofreciéndoles clases de literatura, gimnasia y natación.

### Últimos años
A pesar de sus conexiones con figuras influyentes, la vida de Graciela Olmos sufrió altibajos, y a medida que pasó el tiempo, perdió parte de su fortuna y poder. Murió el 31 de mayo de 1962 en la Ciudad de México.

## Legado en la cultura popular
Graciela Olmos, es una figura compleja y fascinante en la cultura popular mexicana. Su vida y obra reflejan una mezcla de valentía, controversia y resiliencia que ha dejado una huella imborrable en la historia del país.

### Música
Como compositora, Graciela Olmos contribuyó significativamente al repertorio de la música mexicana, especialmente en el género de los corridos. Canciones como «Siete leguas» y «El corrido de Durango» narran episodios de la Revolución Mexicana y la vida de figuras emblemáticas como Pancho Villa.

### Representaciones
La vida de Graciela Olmos ha sido objeto de diversas adaptaciones que destacan su influencia en la cultura popular:
- Literatura: La novela histórica "La Bandida: La meretriz más poderosa en la historia de México" de Magdalena González Gámez ofrece una visión detallada de su vida y legado.[11][12]

- Televisión: La telenovela "La Bandida", protagonizada por Sandra Echeverría en el papel de Graciela Olmos, llevó su historia a una audiencia más amplia, resaltando su impacto en la sociedad mexicana.[13][14]

### Reconocimiento Institucional
Instituciones culturales han reconocido la importancia de su obra. Por ejemplo, el Archivo General de la Nación resguarda sus corridos, considerándolos una referencia de la música revolucionaria mexicana que aborda temas de la vida del pueblo y de los principales revolucionarios.

### Percepción Pública
La figura de Graciela Olmos es vista con una mezcla de admiración y controversia. Su vida estuvo marcada por su participación en la Revolución Mexicana, su trabajo como traficante y su posterior rol en el mundo del entretenimiento nocturno. A pesar de las críticas y el estigma asociado a su profesión, se le reconoce como una mujer que desafió las normas sociales de su tiempo y dejó una marca indeleble en la cultura popular.